# Lupinus tomentosus
Lupinus tomentosus är en ärtväxtart som beskrevs av Dc. Lupinus tomentosus ingår i släktet lupiner, och familjen ärtväxter. Inga underarter finns listade i Catalogue of Life.